# Le roi malgré lui
Le roi malgré lui  (Re suo malgrado o Il re riluttante) è un'opéra-comique in tre atti di Emmanuel Chabrier del 1887 su un libretto originale di Émile de Najac e Paul Burani. L'opera viene ripresa di tanto in tanto, ma non ha ancora trovato posto nel repertorio standard.
Eric Blom scrisse che il tragico destino dell'opera fu di essere stata scritta un quarto di secolo troppo presto. Tuttavia la musica fu molto ammirata da vari compositori tra cui d'Indy, Ravel e Stravinsky.

## Storia della composizione
Intorno al maggio 1883 Chabrier scrisse ai suoi editori che per il suo prossimo lavoro teatrale sperava di creare qualcosa di simile al grande successo di Offenbach, Le roi Carotte. Secondo Victorin de Joncières, Chabrier gli aveva confidato che stava cercando un libretto divertente da ambientare. A Joncières era stato inviato Le roi malgré lui, un vecchio vaudeville del 1836 scritto da Marguerite-Louise Virginie Ancelot (1792-1875), dalla figlia della Ancelot, la signora Lachaud. Joncières però passò la commedia a Chabrier e lo presentò anche a Léon Carvalho, al quale Chabrier suonò alcuni brani a titolo di "provino", che convinsero il direttore dell'Opéra-Comique a mettere in scena il suo lavoro.

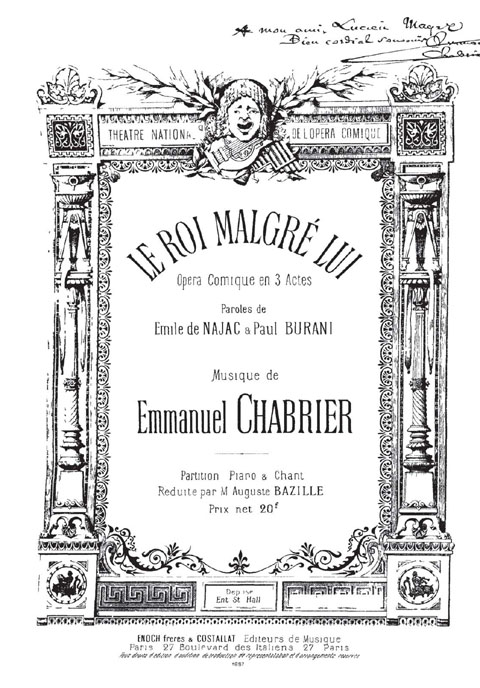
Il frontespizio della partitura vocale di Le roi malgré lui

Un articolo di Theodore Massiac descrive in dettaglio il processo di composizione di Chabrier per Le roi malgré lui. Supervisionò attentamente il lavoro dei librettisti Paul Burani ed Émile de Najac nell'adattare il lavoro dell'Ancelot. Burani avrebbe inviato bozze di scene e romanze a de Najac, che avrebbe rispedito commenti e modifiche a Burani e quando, dopo alcuni scambi di corrispondenza, De Najac fosse stato soddisfatto, avrebbe inviato le parole a Chabrier da mettere in musica. Nella sua casa a La Membrolle Chabrier leggeva le parole ad alta voce per trovare il tono e il ritmo di ogni pezzo e solo dopo aver letto e riletto il testo per un po' di tempo, prendeva la penna e iniziava a comporre. Chabrier non componeva al piano: la melodia e il ritmo arrivavano prima mentre l'armonia dopo. Era particolarmente critico nel ricevere sillabe mute. Infine Jean Richepin, un vecchio amico del compositore, ebbe un ruolo importante nell'aiutare a fornire a Chabrier un libretto di cui poteva sentirsi felice. Chabrier annotò nella sua copia del libretto "manoscritto di tre autori e perfino mio", continuando a descrivere il libretto come "un bouillabaisse di Najac e Burani, cucinato da Richepin, nel quale butto le spezie". Anche se molto criticate, le situazioni teatrali di Najac e Burani sono "gestite con destrezza e rivelano un senso di varietà e momenti molto emozionanti".

L'opera è dedicata a Madame Victorin de Joncières. Fu una delle numerose opere di Chabrier a beneficiare di un cartellone di Jules Chéret.

## Storia delle esecuzioni

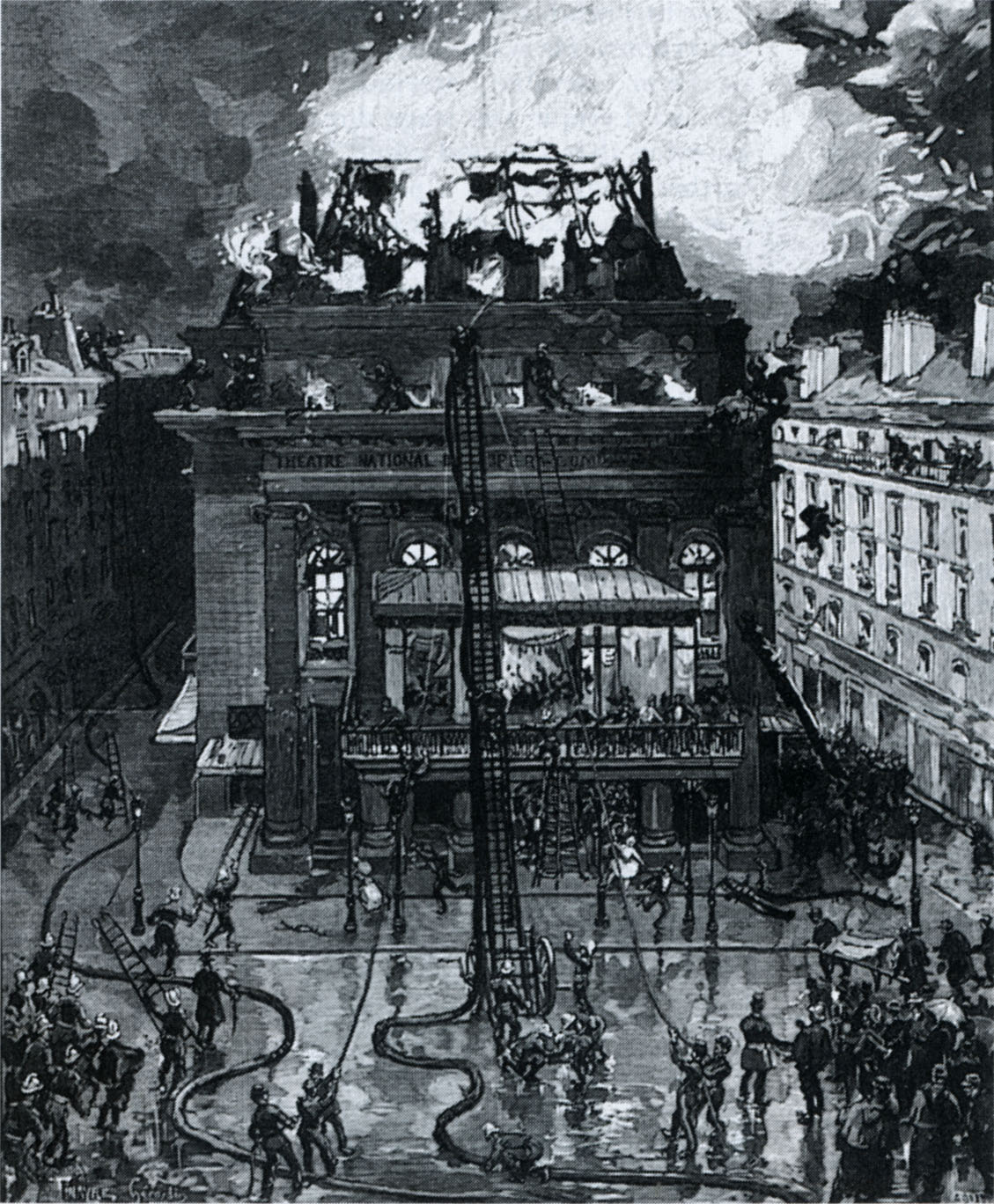
Incendio alla seconda Salle Favart il 25 maggio 1887 (incisione).

La prima fu il 18 maggio 1887 all'Opéra-Comique (Salle Favart) di Parigi. Dopo altre due esecuzioni, il 21 e 23 maggio, il teatro Opéra-Comique fu devastato da un incendio il 25 maggio, anche se la partitura e le parti orchestrali furono salvate. La quarta esecuzione fu il 16 novembre, in una versione riveduta, alla Salle des Nations, dove ebbe ulteriori rappresentazioni fino al 29 aprile 1888. Questa era la seconda volta che una prima esecuzione di una delle opere di Chabrier veniva interrotta: Gwendoline aveva chiuso quando il teatro era fallito.
La prima tedesca fu a Karlsruhe il 2 marzo 1890 con Felix Mottl che diresse anche uno spettacolo il 5 marzo a Baden, a cui seguirono produzioni a Dresda il 26 aprile 1890 sotto Ernst von Schuch e a Colonia il 15 ottobre 1891 sotto Julius Hofmann. L'opera fu prodotta il 9 marzo 1892 a Tolosa sotto Armand Raynaud.
Nel 1929, dopo un'assenza di 41 anni dal repertorio dell'Opéra-Comique, Albert Carré revisionò il testo e una nuova versione fu eseguita il 6 novembre tra i più grandi applausi (la 50ª rappresentazione teatrale ebbe luogo il 21 febbraio 1937). Nel cast c'erano Roger Bourdin come Henri de Valois, Yvonne Brothier come Minka e Vina Bovy come Alexina. Seguirono produzioni ad Amburgo (17 aprile 1931), Bruxelles (16 maggio 1931) e Praga (27 agosto 1931). La prima rappresentazione a Marsiglia ebbe luogo durante la guerra il 3 aprile 1942. André Cluytens diresse un'anteprima locale per Lione il 25 febbraio 1943, dirigendo anche il lavoro all'Opéra-Comique nel 1947 con Roger Bourdin, Louis Musy e Jean Vieuille nel cast e nel 1950 con Denise Duval che si univa al cast. Una produzione del 1978 al Capitole de Toulouse diretta da Plasson utilizzando l'edizione di Carré fu successivamente trasmessa alla televisione francese nel 1979, con Michel Philippe, Georges Liccioni, Michel Trempont, Françoise Garner e Michèle Le Bris nei ruoli principali.
La prima teatrale americana avvenne il 18 novembre 1976 alla Juilliard, diretta da Manuel Rosenthal, con coreografia di George Balanchine. La prima teatrale britannica dovette attendere fino al centenario della morte del compositore, quando fu prodotta in un adattamento di Jeremy Sams e Michael Wilcox all'Opera North e vista anche al Festival di Edimburgo.
Più di recente una produzione dell'Opéra national de Lyon del 2004 è stata adattata per una ripresa all'Opéra-Comique nell'aprile 2009. Leon Botstein ha diretto l'American Symphony Orchestra in una versione da concerto all'Avery Fisher Hall nel 2005 e in una produzione interamente messa in scena diretta da Thaddeus Strassberger al Bard Summerscape nel 2012, una coproduzione vista più tardi quell'anno al Wexford Festival Opera.

## Ruoli
| Personaggio                                                                             | Ruolo                                                   | Registro voce        | Cast della prima, 18 maggio 1887 (Direttore: Jules Danbé)                | Prima riveduta di Parigi, 6 novembre 1929 (Direttore: Louis Masson) |
| --------------------------------------------------------------------------------------- | ------------------------------------------------------- | -------------------- | ------------------------------------------------------------------------ | ------------------------------------------------------------------- |
| Henri de Valois                                                                         | Re di Polonia                                           | baritono             | Max Bouvet                                                               | Roger Bourdin                                                       |
| Il conte di Nangis                                                                      | un amico di Henri                                       | tenore               | Louis Delaquerrière                                                      | Marcel Claudel                                                      |
| Minka                                                                                   | schiava di Laski                                        | soprano              | Adèle Isaac                                                              | Yvonne Brothier                                                     |
| Alexina                                                                                 | duchessa di Fritelli e nipote di Laski                  | soprano              | Cécile Mézeray                                                           | Jeanne Guyla                                                        |
| Laski                                                                                   | nobile polacco, maestro di Minka                        | basso                | Joseph Thiérry                                                           | Jean Vieuille                                                       |
| Duc de Fritelli                                                                         | un nobile italiano marito di Alexina ciambellano del re | baritono             | Lucien Fugère                                                            | Louis Musy                                                          |
| Basile                                                                                  | oste                                                    | tenore               | Barnolt                                                                  | Paul Payen                                                          |
| Liancourt                                                                               | un nobile francese                                      | tenore               | Victor Caisso                                                            | Mathyl                                                              |
| d'Elboeuf                                                                               | un nobile francese                                      | tenore               | Michaud                                                                  | Alban Derroja                                                       |
| Maugiron                                                                                | un nobile francese                                      | baritono             | Collin                                                                   | Émile Roque                                                         |
| Il conte di Caylus                                                                      | un nobile francese                                      | baritono             | Étienne Troy                                                             | Roland Laignez                                                      |
| Marquis de Villequier                                                                   | un nobile francese                                      | basso                | Charles Balanqué                                                         | André Balbon                                                        |
| Un soldato                                                                              |                                                         | basso                | Cambot                                                                   | Raymond Gilles                                                      |
| Sei ragazze di servizio                                                                 |                                                         | soprano mezzosoprano | Mary, Auguez de Montaland, Blanche Balanqué, Esposito, Baria, Orea Nardi | Jany Delille, Quénet                                                |
| Paggi, Nobili francesi, Nobili polacchi, Soldati, Servi della gleba e Servitori, Popolo |                                                         |                      |                                                                          |                                                                     |

## Trama

### Atto 1
Un castello fuori Cracovia, nel 1574
Il popolo polacco ha eletto un nobile francese, Enrico di Valois, perché diventi il loro re. In un castello vicino a Cracovia attende in incognito la sua incoronazione.
I nobili francesi aspettano pigramente notizie da Cracovia. Nangis, un amico di Enrico, ritorna dalla città, dove era stato inviato per ottenere sostegno per il futuro re. Sebbene la gente comune fosse stata ben disposta nei confronti di Enrico, la nobiltà, guidata dal conte Albert Laski, sembrava unirsi per opporsi a lui e sostenere l'altro pretendente al trono, l'arciduca d'Austria. Tutti tranne il Duca di Fritelli, un veneziano che vive in Polonia, che è riuscito a diventare il ciambellano di Enrico rimanendo in lega con Laski.
Entra Fritelli, impegnato con i preparativi per l'incoronazione. Finge con Nangis di non conoscere Laski e, venendo a conoscenza della continua nostalgia di casa del re, non può resistere alla esprimere le sue opinioni sulle differenze tra polacchi e francesi in una canzone comica.
Dopo che Fritelli se n'è andato, Nangis confessa ai suoi amici che durante gli otto giorni in cui è stato via cercando di radunare un esercito, si è innamorato di una ragazza affascinante, Minka, che purtroppo è schiava nella casa di Laski. Minka entra, evitando una sentinella inseguitrice; dice a Nangis che è venuta solo per un momento, ma quando Nangis pensa che non lo ami più, lo rimprovera delicatamente e gli chiede di essere paziente. Promette di tornare più tardi quel giorno, ma mentre sta per andarsene, arriva il re stesso e Nangis ha solo il tempo di nasconderla in un'anticamera.
Il re nostalgico canta del suo amore per la Francia e dice che farebbe qualsiasi cosa per non essere re di Polonia. Nangis gli ricorda che non è sempre stato così mal disposto verso i polacchi; c'era una certa signora che Enrico aveva conosciuto a Venezia... I ricordi affettuosi di Enrico sono interrotti dal ritorno di Fritelli e ben presto diventa evidente che la signora con la quale Enrico aveva una relazione a Venezia era divenuta presto la moglie di Fritelli per coprire lo scandalo di quella relazione.
Quando Enrico e Nangis se ne vanno, Fritelli è naturalmente più determinato che mai a liberare la Polonia da Enrico. La sua frenesia viene interrotta dall'arrivo di sua moglie, Alexina, che dice che tutto è pronto per l'allontanamento di Enrico: tutto ciò che Fritelli deve fare è rapire Enrico e gli uomini di Laski faranno il resto. Quando lo spaventato Fritelli dice che non vuole gloria ma solo un po' di affetto, Alexina allontana le sue obiezioni. Essi partono.
Minka esce dal nascondiglio, ma si imbatte nel re (che non conosce). Dice che ama Monsieur Nangis ma è preoccupata che ci sia una trama contro il re. Enrico riesce a malapena a contenere la sua gioia, che aumenta ancora di più quando lei gli dice che Fritelli è coinvolto. Quando Minka se ne è andata, Enrico manda a chiamare Fritelli e, dopo una certa resistenza iniziale, confessa il complotto a Enrico e gli dice tutto ciò che vuole sapere. Fritelli è stupito quando Enrico dice che anche lui desidera unirsi alla cospirazione; Fritelli lo presenterà a Laski come Conte de Nangis.
Suonano le trombe e si radunano i cortigiani francesi. Enrico ha arrestato Nangis, in modo da poter usare la sua identità per cospirare contro il re. Nangis viene portato via. Fritelli presenta Enrico (come Nangis) a sua moglie, Alexina, che lo riconosce come il francese con il quale aveva avuto una relazione a Venezia, anni prima. Si sente la voce solitaria di Minka fuori dal palcoscenico, ma quando cala il sipario, Nangis riesce a sfuggire ai suoi rapitori, saltare fuori da una finestra e scappare.

### Atto 2
La sala da ballo del palazzo del Conte Albert Laski

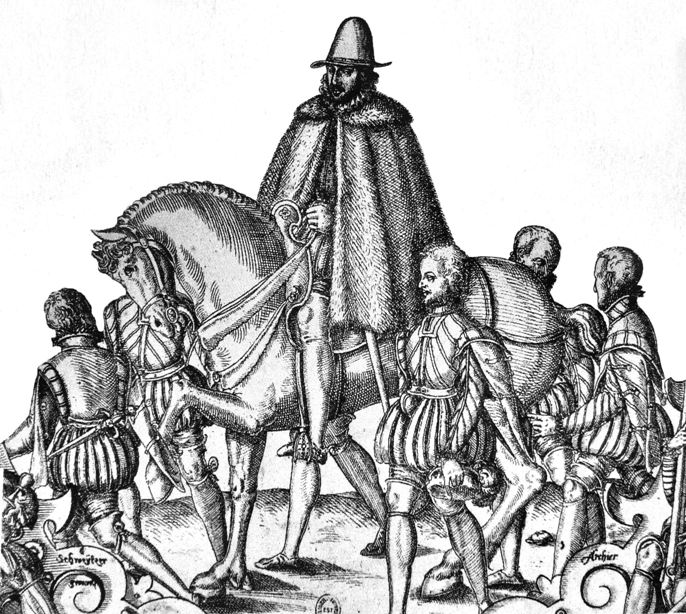
Henri de Valois in abito polacco

Quella sera, si tiene un ballo a casa di Laski, sotto la cui copertura Laski e i suoi cospiratori desiderano completare i dettagli per la partenza di Enrico. Quando la danza è finita, arrivano il Duca e la Duchessa di Fritelli e presentano un nuovo cospiratore come il Conte de Nangis (in realtà il re travestito). Enrico (come Nangis) dice loro che non è più l'amico di Enrico ma il suo più grande nemico.
Solo con Fritelli, Enrico è stupito di scoprire per la prima volta che Alexina è sposata con Fritelli, ma prima che possa andare oltre, Minka e altre ragazze schiave entrano cantando, nel mentre la voce del vero Nangis (che dovrebbe essere rinchiuso sotto chiave) si ode all'esterno. Minka crede che Enrico sia diventato un traditore del re ma non conosce ancora la sua vera identità. Quando cerca di andarsene per mettere in guardia il vero Nangis, Enrico ordina a Fritelli di rinchiuderla in un'anticamera.
Alexina ritorna e Enrico, per restare solo con lei, manda via in fretta suo marito. Alexina è ancora furiosa per il fatto che Enrico l'abbia lasciata a Venezia senza un addio ma durante il duetto che ne consegue cambia gradualmente opinione e i loro sentimenti si riaccendono. Vengono interrotti prima da Fritelli, poi da Laski e dai polacchi che sono venuti a far giurare Enrico come cospiratore. Enrico assicura a Laski che non ci saranno problemi avere il re: presto sarà qui; tutto ciò di cui Enrico ha bisogno è qualche istante per organizzare il tutto.
Da solo, Enrico chiama Minka e le dice che Nangis deve venire subito. Minka lo chiama e dopo lui poco sale attraverso una finestra e viene immediatamente arrestato. Tutti, incluso Minka, sono convinti che lui sia il re e si comporti di conseguenza; lo stesso Nangis è sconcertato fino a quando, a parte, Enrico gli ordina di recitare la parte, cosa che fa con gusto. Enrico dice a Nangis di essere deciso che il re lasci immediatamente la Polonia. Laski quindi ordina a Nangis e Minka di andarsene. Con orrore dei cospiratori, dice loro che l'unico modo per assicurarsi che il re non ritorni è ucciderlo proprio quella notte. Tirano a sorte e Enrico viene scelto per compiere l'atto, ma in quel momento rientra Minka e annuncia audacemente che ha liberato Nangis (tutti pensano: il re), e l'atto si chiude con la furia dei nobili polacchi ed Enrico che giura di nuovo che si sbarazzerà del re.

### Atto 3
Una locanda tra Cracovia e la frontiera polacca
L'oste Basile e il suo staff si stanno preparando a ricevere il nuovo re di Polonia. Arriva Fritelli e li informa che il nuovo re non sarà Enrico ma l'arciduca d'Austria. Basile dice che è lo stesso per lui. Le loro grida di "lunga vita all'arciduca" sono ripetute da uno sconosciuto che è entrato: Enrico, che è scappato dalla Polonia. Fritelli è sconcertato dall'entusiasmo di Enrico per l'arciduca.
Enrico, presentandosi a Basile come Nangis, inviato in anticipo dal re, è sbalordito quando sente che non sarà in grado di completare la sua fuga, poiché tutte le carrozze sono state spedite per incontrare l'arciduca, quindi deve accontentarsi di un carro e un vecchio ronzino, con una serva che gli mostra la strada.
Enrico sente una carrozza avvicinarsi e si nasconde; è Alexina che è arrivata alla ricerca di suo marito. Dice che ha cambiato parte e ha rimandato l'Arciduca in Austria dicendogli che la cospirazione è stata scoperta. Fritelli non è felice e la accusa di cambiare parte per continuare la sua relazione veneziana in Polonia. Ne consegue un litigio coniugale, dopo il quale Fritelli dice ad Alexina che il suo amato "Nangis" è sfigurato dopo il suo omicidio del re.
Minka arriva; Alexina non è in grado di parlarle del destino del re e si uniscono in un duetto in cui si preoccupano del destino degli uomini che amano. Alexina alla fine le dice che il re (Nangis) è assassinato. Minka crolla, mentre Basile arriva dicendo che la serva che aveva promesso a 'Nangis' di guidare la sua strada è andata in Basilica per assistere all'incoronazione. Alexina decide di prendere il suo posto.
Convinta che Nangis sia stato ucciso, Minka canta un lamento per il suo amante, solo per lui per partecipare al suo culmine. Dopo averla convinta che non è un'apparizione, i due si uniscono in un duetto estatico. Minka dice a Nangis che Alexina pensa che il re sia stato ucciso. Nangis, credendo che voglia dire il vero re, la trascina via per trovarlo.
Alexina entra vestita da domestica e incontra Enrico; Fritelli li affretta per la loro strada, contento di sbarazzarsi del suo rivale, ma il suo piacere è di breve durata quando scopre che la serva era sua moglie e si precipita alla ricerca di entrambi. Minka è sconcertato da tutto ciò finché Nangis non le dice finalmente chi è il vero re e Enrico viene ricondotto in breve tempo, riconciliato perché diventa re e riceve l'acclamazione di paggi, signori e soldati riuniti.

## Storia e invenzione

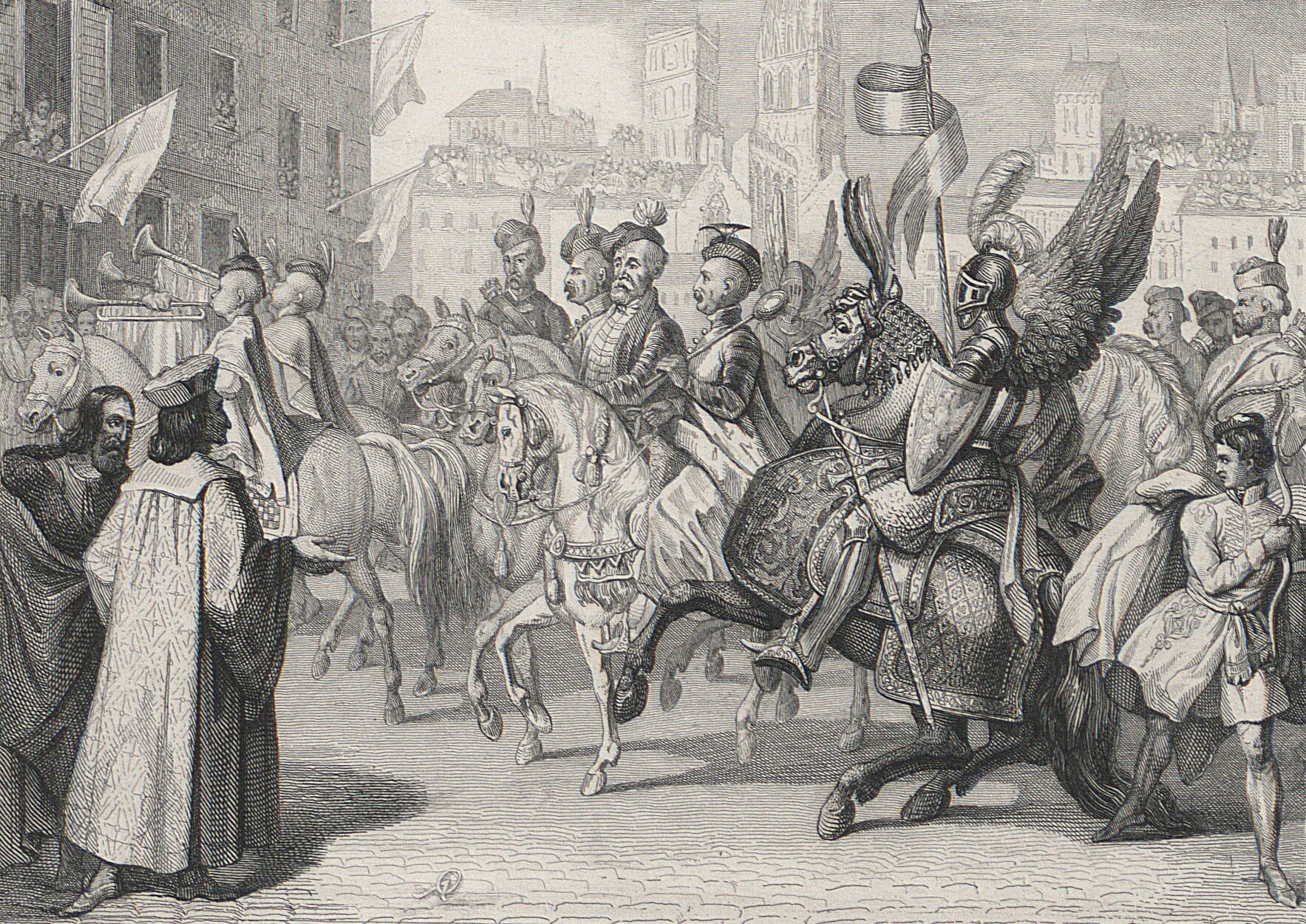
Partenza degli inviati polacchi per Henry Valois

Enrico di Valois (1551-1589) era il terzo figlio di Enrico II e Caterina de' Medici. Nel 1573, in seguito alla morte di Sigismondo II, Enrico fu eletto re della Confederazione polacco-lituana. Cinque mesi dopo l'incoronazione come re di Polonia al Castello del Wawel a Cracovia, alla morte del fratello Carlo IX (morto senza lasciare un erede), Henri lasciò segretamente la Polonia e tornò in Francia, dove fu incoronato re il 13 febbraio 1575, nella Cattedrale di Reims. Non tornò mai più in Polonia e fu assassinato nel 1589.
Albert Łaski era un cortigiano polacco al momento del suo breve regno. Nangis è una piccola città a circa 60 km a sud-ovest di Parigi.
In La regina Margot, capitolo LXV: Les Ambassadeurs, Alexandre Dumas padre evoca l'incoronazione di Enrico a Cracovia e la sua infelicità nell'essere re.
Musicalmente Chabrier ignora completamente l'ambiente del complotto avvenuto nel sedicesimo secolo.

## La musica

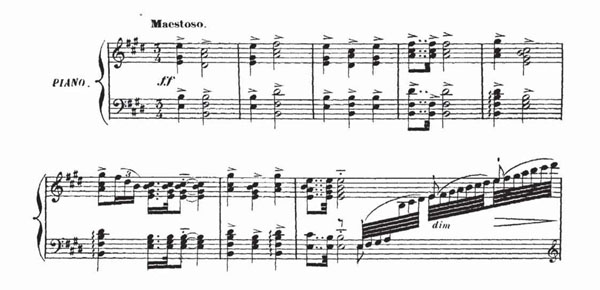
Le battute iniziali di Le roi malgré lui che, secondo Ravel, "ha cambiato il corso dell'armonia francese"

La musica è stata molto ammirata da musicisti come Ravel (che affermò di poter suonare l'intero brano a memoria) e Stravinskij. Ravel affermò che "la prima di Le roi malgré lui aveva cambiato il corso dell'armonia francese". Vengono utilizzate progressioni armoniche che erano completamente nuove nella musica francese all'epoca, in particolare l'uso di accordi improvvisati e non risolti di settima e nona, come i primi accordi del Preludio. L'Encyclopædia Britannica del 1911 la dichiarò "una delle più belle opéras comiques dei tempi moderni". Blom dichiarò "scopriamo in essa i germi di molte cose che siamo venuti a considerare come appartenenti essenzialmente alla musica francese del [20] secolo".
Grove commenta, "lo splendore della musica di Chabrier, che spesso ricorda Berlioz e talvolta Bizet, si basa su una struttura superbamente realizzata. L'equilibrio tra episodi romantici e comici, una caratteristica sorprendente di tutta l'opera di Chabrier, è al suo massimo in Le roi malgré lui".
La musica di Chabrier mostra le evidenze dei due percorsi della composizione, sia del libretto che della musica, dall'operetta all'opéra-comique. Il progetto originale, intorno al 1884, un'opera leggera nello stile de L'étoile fu rinvigorito da Carvalho nel 1886, in qualcosa di più grande e drammatico con un maggiore interesse amoroso.
In generale restano i passaggi comici tipici dell'operetta, in particolare i distici usati per Fritelli, ma il lavoro di Richepin su dialoghi e testi ha migliorato il tono letterario dell'opera. Tuttavia, la mutazione dall'opérette all'opéra-comique diede a Chabrier la possibilità di produrre musica con un intento armonico serio, come il notturno di Minka e Alexina nell'atto 3 (descritto da Huebner come "uno dei numeri più belli dell'opera francese di fin-de-siècle"), che scorre liricamente su una grande tela armonica. Allo stesso modo, nell'atto 1 Enrico si presenta attraverso un'aria con le caratteristiche di una pavane.
Le prime modifiche alla partitura dopo la prima esibizione hanno compreso l'eliminazione dell'aria molto impegnativa di Alexina "Pour vous je suis ambitieuse" nell'Atto 1 e il cambiamento di forma di un rondeau per Enrico e Alexina nell'Atto 3 in un duetto per Fritelli e Alexina nell'Atto 1.
Musicalmente il ruolo più diverso è quello di Minka; dalla forma romantica del suo assolo di ingresso all'atto 1 "Hélas, à l'esclavage" attraverso trilli, cromatismi e ampi balzi della sua "Chanson tzigane" nell'atto 2, al potente duetto lirico nell'atto 3 con Nangis. Sul lato più leggero, la parodia musicale si presenta più volte. L'Ensemble de la conjuration è stato confrontato dai critici contemporanei con la "Bénédiction des poignards" in Les Huguenots, mentre i distici dell'atto terzo di Fritelli concludono ogni verso con una citazione della Marcia ungherese da La Damnation de Faust.

Huebner conclude la sua esplorazione di Le roi malgré lui proponendo che l'impatto delle tradizioni dell'opérette e l'opéra-comique si traduca in "un'esplosione di pastiche, citazioni, allusioni, arcaismi, ritmi di danza di ogni tipo, cromatismi wagneriani, accordi paralleli modernisti, canto veloce" e per il piacere musicale collega Le roi malgré lui a Falstaff di Verdi. Paulson offre un'analisi completa della musica dell'opera, sostenendo che queste caratteristiche, tra le altre cose, contribuiscono a un discorso sofisticato dell'umorismo musicale che opera su più livelli strutturali e intertestuali.

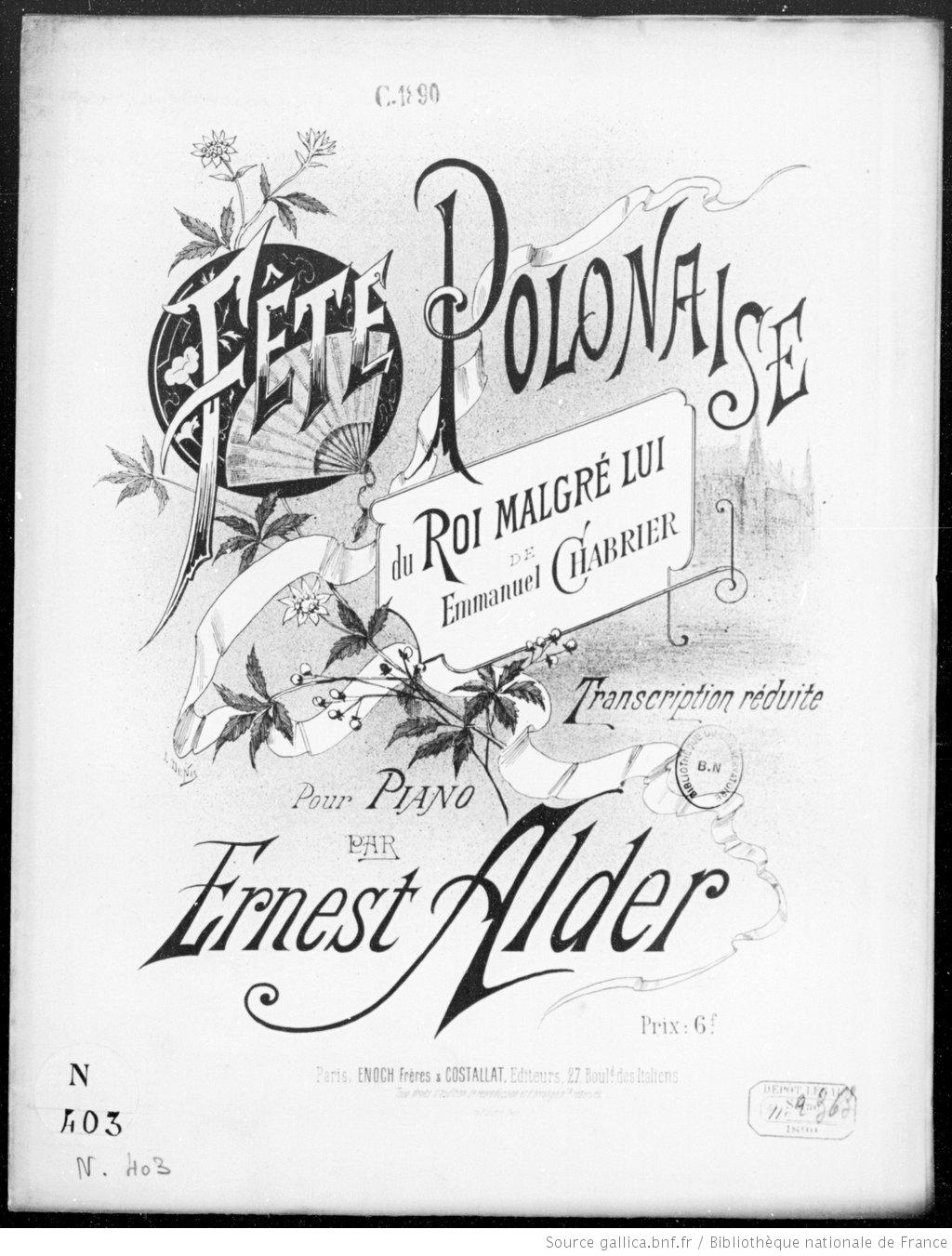
Copertina della trascrizione della Fête polonaise

L'opera non incontrò il gusto di Cosima Wagner, che assistette a uno spettacolo del 1890 a Dresda. Scrisse a Felix Mottl: "Che volgarità e mancanza di idee. Nessuna esibizione al mondo potrebbe nascondere per un istante queste banalità."
Di tanto in tanto due estratti orchestrali dell'opera si sono fatti strada nei programmi e nelle registrazioni dei concerti: la Fête Polonaise e la Danse Slave.

### Orchestrazione
Archi, 2 flauti (2 ottavini), 2 oboi, 2 clarinetti, 2 fagotti, 4 corni, 3 cornette a pistoni, 3 tromboni, timpani, percussioni (grancassa, piatti, triangolo, rullante), 2 arpe.
Chabrier confidò a Lecocq che la partitura di Le Roi era orchestrata molto meglio di Gwendoline (anche se questo non impedì a Ravel di proporre alla cognata di Chabrier, al tempo della ripresa del 1929, di ri-orchestrare la Fête polonaise).

## Incisioni
- Erato, 1984: Gino Quilico (Henri de Valois), Peter Jeffes (Comte de Nangis), Barbara Hendricks (Minka), Isabel Garcisanz (Alexina), Jean-Philippe Lafont (Fritelli), Chris de Moor (Laski); Coro di Radio France, Nouvel Orchestre Philharmonique de Radio France diretta da Charles Dutoit, réf. 2292-45792-2.

Tra le trasmissioni radiofoniche dell'opera figurano:
- French radio, 1969. Bernard Demigny (Henri de Valois), Bernard Plantey (Comte de Nangis), Odile Pieti (Minka), Jacqueline Brumaire (Alexina), Aimé Doniat (Fritelli), Jacques Mars (Laski); Chœur et Orchestre lyrique de la RTF, Pierre-Michel Le Conte
- BBC broadcast, 1973. Henri Gui (Henri de Valois), André Mallabrera (Comte de Nangis), Odile Pieti (Minka), Christiane Stutzman (Alexina), Michel Trempont (Fritelli), Neil Howlett (Laski); BBC Northern Singers, BBC Northern Symphony Orchestra, diretta da Manuel Rosenthal.[27]